# Signy Wennerholm
Signy Wennerholm, senare Signy Plahte, född Signy Adamsen den 29 januari 1907, död 7 oktober 1994 i Bærums kommun i Norge, var en norskfödd tennisspelare som under slutet av 1920-talet och början på 30-talet var en av Sveriges bästa.
Under födelsenamnet Signy Adamsen vann hon tre guld i Norska mästerskapen i tennis, 1926 och 1927. Hon vann också Kongepokalen 1927.
År 1928 gifte hon sig med Axel Wennerholm (1893–1971) och flyttade till Stockholm och blev svensk medborgare. Under hennes nya namn, Signy Wennerholm, vann hon fyra svenska mästerskap i tennis under perioden 1928–1934. Makarna skildes 1965.

## Guld i nationella mästerskap
| Norska mästerskap  | Norska mästerskap | Norska mästerskap |
| Placering          | Gren              | År                |
| ------------------ | ----------------- | ----------------- |
| Guld               | Singel utomhus    | 1927              |
| Guld               | Dubbel utomhus    | 1926, 1927        |
| Svenska mästerskap |                   |                   |
| Placering          | Gren              | År                |
| Guld               | Singel utomhus    | 1934              |
| Guld               | Dubbel utomhus    | 1928, 1931, 1936  |